# Eisenbahnunfall von Xiulin

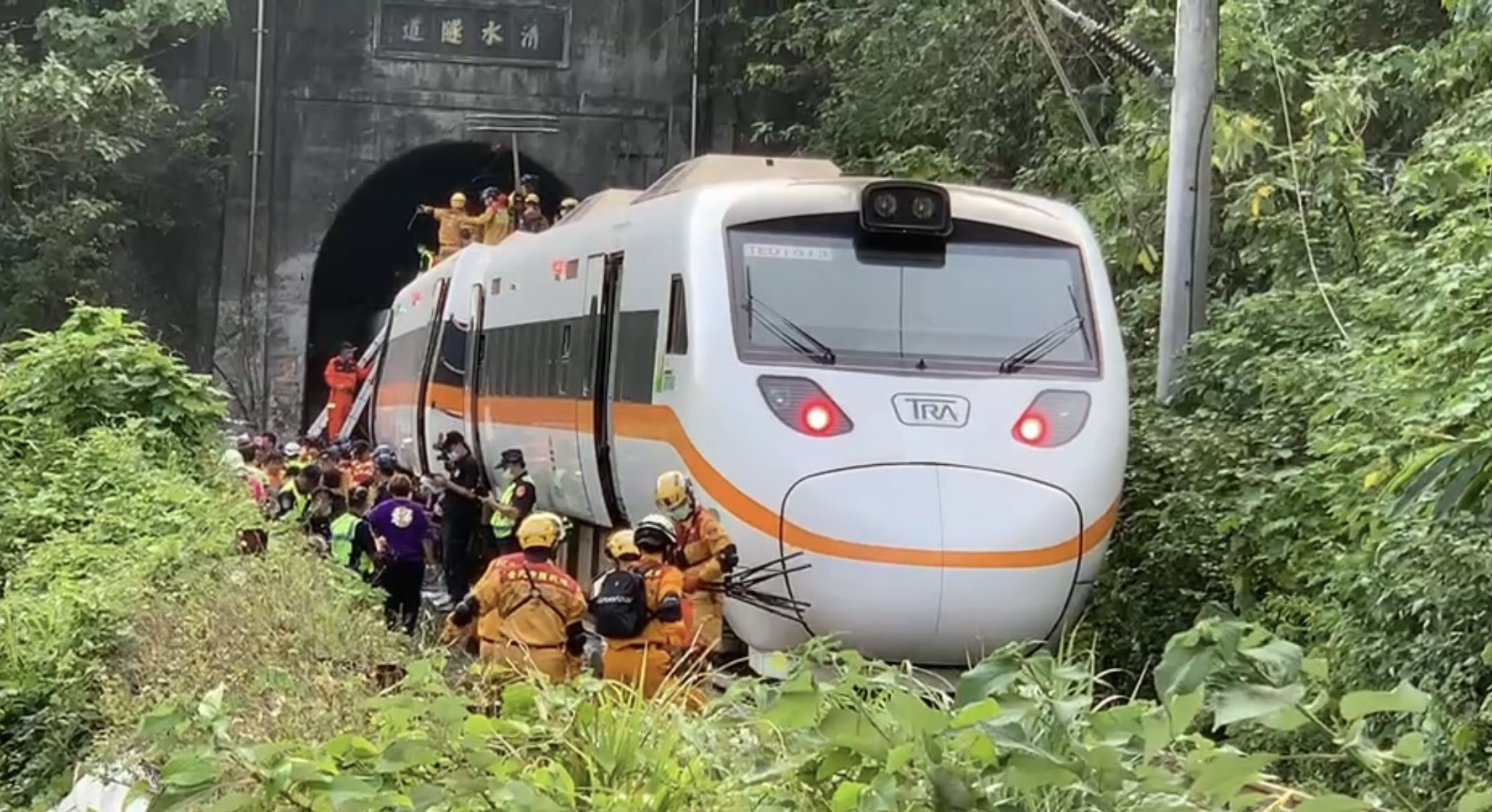
Die letzten drei Wagen des Triebzugs kamen noch außerhalb des Tunnels zum Stehen.

Beim Eisenbahnunfall von Xiulin am 2. April 2021 im Gebiet der Gemeinde Xiulin im Landkreis Hualien in Taiwan (Republik China) stieß ein Schnellzug mit einem auf dem Gleis liegenden Kranwagen zusammen. Die Kollision forderte mindestens 49 Todesopfer.

## Ausgangslage

Die Unfallstelle mit Beschriftungen, Blickrichtung Süden, 2009

Der von Taipeh nach Taitung in Richtung Süden verkehrende Schnellzug 408 „Taroko-Express“ bestand aus einem achtteiligen Triebzug der Baureihe TEMU1000. Am 2. April 2021, dem Vorabend des traditionellen chinesischen Qingming-Festes (Tag der Grabpflege), war er mit 492 Reisenden gut besetzt und befuhr die zweigleisige elektrifizierte Hauptstrecke entlang der Ostküste der Insel. Vor dem zweiröhrigen Qingshui-Tunnel zwischen den Stationen Chongde und Heren, etwa 25 Kilometer nördlich der Kreishauptstadt Hualien am Ostrand des Taroko-Nationalparks, gehen die beiden Richtungsgleise entlang eines Hangs auf getrennte parallele Trassen über.
Vor der westlichen Tunnelröhre fanden Bauarbeiten für eine Einhausung des Gleises statt, um es vor Steinschlag zu schützen. Auf einem Weg, der die westliche Röhre überquert, war ein Kranwagen abgestellt, der sich oberhalb des hier noch oberirdischen östlichen Gleises befand. Entgegen den Vorschriften war die Baustelle nicht mit einem Sicherheitszaun umgeben.

## Unfallhergang
Der Kranwagen rollte, weil er nicht mit der Handbremse oder einem Unterlegkeil gesichert war, die Böschung hinunter und stürzte wenige Meter vor dem Tunnelportal der östlichen Röhre auf die Schienen. Gegen 9.28 Uhr Ortszeit (UTC+8) näherte sich der Taroko-Express mit 126 km/h dem Tunnelportal. Als der Lokomotivführer und sein Assistent das Hindernis erblickten, blieben ihnen laut Videoaufzeichnungen nur 6,9 Sekunden Zeit, in der sie den Triebzug auf 121 km/h verzögerten.
Der Zug erfasste den Kranwagen, entgleiste und schleifte ihn mehrere Dutzend Meter mit. Die ersten fünf der insgesamt acht Wagen blieben verkeilt und teilweise völlig zerstört im Tunnel stehen.

## Bergung und Folgen

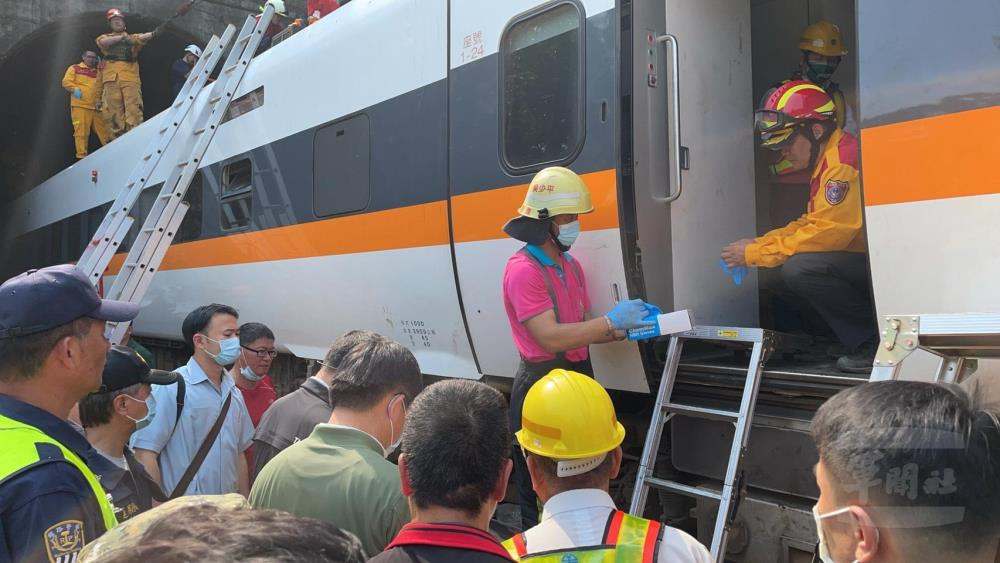
Der vordere Teil des Zugs war nur über die Wagendächer zugänglich.

Die Bergungs- und Rettungsarbeiten gestalteten sich schwierig, da der Durchgang zwischen Zug und Tunnelwand blockiert war und die Rettungskräfte zunächst nicht zu den dort eingeschlossenen Fahrgästen vordringen konnten. Die überlebenden Reisenden mussten zum Teil über die Wagendächer des verunfallten Zuges evakuiert werden.
Die Zahl der Todesopfer wird je nach Quelle mit 49 oder mindestens 50 angegeben. Auch der Lokführer und sein Assistent waren unter den Getöteten. 118 Reisende wurden im Krankenhaus behandelt. Laut Angaben der Feuerwehr wurden rund 210 Reisende verletzt. Der Fahrer des Kranwagens wurde verhaftet.
Es handelte sich in Bezug auf die Opferzahl um den schwersten Bahnunfall in Taiwan seit dem Eisenbahnunfall von Xindian am 28. Mai 1948, bei dem vermutlich 64 Menschen ums Leben kamen.
Die Behörden untersuchen, ob menschliche Nachlässigkeit des Kranwagenfahrers oder technisches Versagen die Ursache war.